# Agrilus arisanus
Agrilus arisanus é uma espécie de inseto do género Agrilus, pertencente à família Buprestidae, ordem Coleoptera.
Foi descrita cientificamente por Miwa & Chûjô, 1940.